# Patrick Heinrich
Patrick Heinrich (* 22. April 1985 in Hennigsdorf, DDR) ist ein deutscher Schauspieler.

## Leben
Patrick Heinrich entschloss sich bereits mit 16 Jahren zu dem Beruf Schauspiel, als er erste Berührungen im Fach Darstellendes Spiel in seiner Schule in Falkensee machte.
Es folgte privater Schauspielunterricht und von 2003 bis 2006 eine dreijährige Schauspielausbildung an der ältesten staatlich anerkannten privaten Schauspielschule „Der Kreis“ (Fritz-Kirchhoff-Schule). Patrick Heinrich bildete sich seitdem mit Workshops an der Filmakademie Baden-Württemberg und bei Sigrid Andersson bei Die Tankstelle fort.
Während des Studiums spielte Patrick Heinrich bereits Nebenrolle in Serien wie z. B. Im Namen des Gesetzes, Dr. Sommerfeld – Neues vom Bülowbogen und Schulmädchen.
Von 2006 bis 2010 spielte Patrick Heinrich Episodenhauptrollen in diversen Serienformaten wie Der Kriminalist, Anna und die Liebe, Notruf Hafenkante und SOKO Wismar. Außerdem trat Patrick Heinrich für mehrere Folgen in der Serie Rennschwein Rudi Rüssel auf.
2011 stand er nicht nur für die ARD-Serie Weissensee vor der Kamera, sondern drehte ebenfalls unter der Regie von Oliver Schmitz für dessen TV-Produktion Willkommen im Krieg. Patrick Heinrich verbrachte dafür einen Monat in Marokko mit seinen Schauspielkollegen Daniel Zillmann, Constantin von Jascheroff und Hannes Jaenicke.

## Filmografie
- 2003: Im Namen des Gesetzes
- 2003: Dr. Sommerfeld – Neues vom Bülowbogen
- 2004: Max und Moritz Reloaded
- 2004: Image ist alles
- 2004: Ludgers Fall
- 2005: Deutsche Sau
- 2006: Der letzte Zeuge
- 2007: Der Kriminalist – Freier Fall
- 2007: GSG 9 – Ihr Einsatz ist ihr Leben – Endstation
- 2007–2008: Rennschwein Rudi Rüssel
- 2009: Die Tür
- 2009/2011: Anna und die Liebe
- 2009: Notruf Hafenkante – Gefährliche Fotos
- 2011: SOKO Wismar – Nachtzug nach Wismar
- 2011: Weissensee (Fernsehserie)
- 2012: Willkommen im Krieg
- 2014: Er ist wieder da
- 2015: Oskarreif
- 2015: Letzte Spur Berlin – Gefrierpunkt
- 2015: The Man in the High Castle – A Way Out
- 2015: SOKO Stuttgart – Faustrecht
- 2018: Heldt (Fernsehserie, Folge Auf Sendung)
- seit 2018: Gute Zeiten, schlechte Zeiten (Fernsehserie)
- 2019: Beck is back!
- 2019: Sag du es mir
- 2019: Nachtschwestern
- 2021: Tatort: Borowski und die Angst der weißen Männer
- 2022: Echt (Fernsehserie)
- 2022: Bettys Diagnose (Fernsehserie, Folge Böse Jungs)